# Galerie výtvarného umění v Havlíčkově Brodě
Galerie výtvarného umění v Havlíčkově Brodě je zřizována Krajem Vysočina. Galerie zaujímá specifické místo v síti českých galerií, neboť se jako jediná v republice specializuje na moderní českou knižní ilustraci, kresbu a grafiku vzniklou po roce 1918. Dne 1. ledna 2025 došlo ke spojení Muzea Vysočiny Havlíčkův Brod a Galerie výtvarného umění v Havlíčkově Brodě do jedné organizace s novým názvem Galerie a muzeum Vysočiny Havlíčkův Brod.

## O galerii
Umělecká díla se od počátku vzniku muzeí stávala součástí sbírek. Záhy si muzejní pracovníci začali uvědomovat, že právě umělecké sbírky vyžadují odlišný způsob péče i prezentace a snažili se o vznik specializovaného uměleckohistorického muzejního odvětví. Jejich úsilí o vytvoření jednotné organizace, vymezení kompetence a vytvoření jednotné sítě, včetně vydání příslušného zákona si vytyčilo za jeden z hlavních úkolů i Ministerstvo školství a národní osvěty po vzniku samostatného státu v roce 1918.
K realizaci tohoto cíle ale došlo až v druhé polovině 40. let 20. století, kdy byl z rozhodnutí tehdejších vládních orgánů odstartován vznik galerií v jejich dnešní podobě a započalo se vyčleňování a systematizace těchto děl v rámci muzejních sbírek. Také havlíčkobrodská galerie podobně jako řada dalších českých galerií – muzeí umění vznikla na základě tohoto složitého procesu vydělování. Jejím základem se stala sbírka umění z tzv. městské galerie, vyčleněné z muzea v roce 1946. Sbírka zahrnovala obrazy a sochy regionálních autorů nebo děl vážících se k regionu. Jednáním oddělení regionálních galerií Národní galerie s odborem kultury ONV Havlíčkův Brod bylo rozhodnuto, že havlíčkobrodská galerie bude v nově budované celostátní síti zaujímat specifické místo svou specializací na moderní českou knižní ilustraci, kresbu a grafiku.
Specializace byla vybrána s ohledem na tradici výstavní činnosti při Východočeském nakladatelství a navazovala i na výtvarné soutěže pořádané každoročně u příležitosti Celostátních festivalů humoru a satiry Haškova Lipnice. Krátké období galerie spravovala i regionální uměleckou sbírku, ale po vybudování základu nových sbírkových fondů byla původní sbírka převedena zpět do oddělení muzea a galerie se zaměřila pouze na díla odpovídající určené specializaci.

## Historie galerie
Galerie vznikla v roce 1965 jako samostatné oddělení při Okresním muzeu v Havlíčkově Brodě. Zpočátku převzala a spravovala sbírku umění z tzv. městské galerie, zahrnující obrazy a sochy regionálních autorů nebo děl majících k regionu vztah, která se z muzea vyčlenila po roce 1946.
Během své existence doznala havlíčkobrodská galerie několik statutárních změn. Od svého založení fungovala galerie jako samostatné oddělení Okresního muzea v Havlíčkově Brodě; v roce 1967 byla začleněna do nově vzniklé instituce nazvané Okresní vlastivědné středisko, které organizačně sdružovalo tři samostatná oddělení – muzeum, galerii, ochranu památek a přírody. K 1. lednu 1974 bylo Okresní vlastivědné středisko rozděleno na dvě samostatné organizace – Okresní muzeum a galerii a Okresní středisko státní památkové péče a ochrany přírody. Dne 1. července 1984 došlo k opětovnému sloučení obou výše uvedených organizací do Okresního vlastivědného střediska, kde tvořila galerie samostatné oddělení vedle oddělení muzea a památkové péče, ochrany přírody, propagace a stavební čety. V průběhu roku 1991 došlo k delimitaci oddělení ochrany přírody a galerie. Obě tato oddělení delimitací získala právní subjektivitu a přešla pod příslušné ministerstvo. V souvislosti s reorganizací státní správy a samosprávy byla k 1. červenci. 2001 Galerie výtvarného umění v Havlíčkově Brodě spolu s dalšími sbírkotvornými institucemi předána z MK ČR pod kraj Vysočina.
Jednáním odboru kultury ONV Havlíčkův Brod s oddělením regionálních galerií Národní galerie v Praze jí byla přiznána specializace na moderní českou knižní ilustraci, kresbu a grafiku vzniklou po roce 1918. Tato specializace byla zvolena s ohledem na tradici výstavní činnosti v Síni knižní kultury při Východočeském nakladatelství v Havlíčkově Brodě a na výtvarné soutěže pořádané každoročně u příležitosti Celostátních festivalů humoru a satiry Haškova Lipnice.
Po určení specializace havlíčkobrodské galerie byla původní sbírka městské galerie převedena zpět do muzea a galerie začala budovat nové sbírkové soubory, které díky cílené akviziční činnosti a dle daných finančních možností dnes představují ucelený pohled na výtvarnou kulturu české knihy a grafiky s výjimkou několika málo autorů, jejichž dílo je již uzavřené a prozatím nedosažitelné. Sbírky nyní čítají více než 7 000 uměleckých děl a jsou zde zastoupeni přední čeští umělci např. Jan Bauch, Cyril Bouda, Vladimír Boudník, Adolf Hoffmeister, Emil Filla, Ota Janeček, Jiří John, Jaroslav Hořánek, Stanislav Kolíbal, Jan Kotík, Kamil Lhoták, Jiří Načeradský, Jaroslav Panuška, Bohuslav Reynek, Václav Sivko, Zdeněk Sklenář, Antonín Strnadel, Karel Svolinský, Jaroslav Šerých, Karel Teissig, František Tichý, Jiří Trnka, Adolf Zábranský, Olbram Zoubek a Jan Zrzavý.
První stálou výstavu se podařilo v havlíčkobrodské galerii otevřít 20. července 1979 po další adaptaci Malinova domu v předchozích dvou letech. Tato výstava byla věnována „Klasikům české ilustrace“. V roce 1985 byla nahrazena kolekcí „Moderní české ilustrace“; kterou v roce 1991 nahradila expozice „Ilustrací pro dětskou knihu“ a od roku 1996 expozice věnovaná autorům majících vztah k regionu. Po přestěhování do nového objektu v roce 1999 získala prezentace sbírek své stálé oddělené prostory, ve kterých byla instalována expozice nazvaná „Moderní české umění 20. století“ a tato se každoročně obměňuje s ohledem na převládající tvorbu na papíře.

### Výstavní činnost
Vedle prezentace vlastních sbírek ve stálé expozici a na různých příležitostných výstavách se havlíčkobrodská galerie věnuje i další výstavní činnosti. Od roku 1965 realizovala více než 300 základních výstav. Byly to převážně samostatné výstavy českých předních i regionálních výtvarníků, ale nevyhýbala se ani tematickým výstavám jako např. Žena ve výtvarném umění (8. března – 18. dubna 1976), Česká malba na přelomu 19.–20. století (2. července – 29. srpna 1993) nebo všech 14. ročníků Současné české ilustrační tvorby (1993–2006). Z úspěšných samostatných výstav můžeme namátkou jmenovat v šedesátých letech výstavy Františka Tichého, Emila Filly, Jana Zrzavého, Josefa Šímy, v sedmdesátých letech Josefa Lady, Jaroslava Panušky, Vojtěcha Preissiga, v osmdesátých letech Františka Kavána, Josefa Kremláčka, v letech devadesátých Jana Štursy, Adrieny Šimotové, Karla Svolinského a mnohých jiných. V majetku galerie je i jeden unikát, který poněkud vybočuje z jejího odborného zaměření na výtvarnou tvorbu dvacátého století. Jde o tzv. Úhrovský oltář se sousoším Kalvárie od Ignáce Rohrbacha (1691–1747). Vrcholně barokní oltář vznikl kolem roku 1735 pro kapli Povýšení sv. kříže na zámku v Uhrově. Galerie koupí oltář pro Havlíčkobrodsko zachránila, nechala jej zrestaurovat a umístila jej do prvního patra své expozice.

## Expozice
Galerie v rámci své stálé expozice prezentuje díla ze svých sbírek. Pořádá krátkodobé výstavy zaměřené na různé oblasti i období výtvarného umění. Návštěvníci mohou v jejích prostorách obdivovat unikátní Úhrovský oltář.

## Další činnost
Edukační aktivity pro školy, přednášky a komentované prohlídky pro veřejnost, odborná knihovna a další.